# Perk. Halimbe
Perk. Halimbe is een bestuurslaag in het regentschap Labuhan Batu Utara van de provincie Noord-Sumatra, Indonesië. Perk. Halimbe telt 1597 inwoners (volkstelling 2010).